# Frederica Montseny i Mañé
Frederica Montseny i Mañé   (Madrid, 12 de febrer de 1905 - Tolosa, 14 de gener de 1994) va ser una líder anarquista, política i escriptora catalana. Va ser ministra durant la Segona República Espanyola i la primera dona ministra d'Espanya.
De molt jove va començar a escriure sobre temes literaris, filosòfics i feministes. Va entrar dins del Sindicat de Professions Liberals de la Confederació Nacional del Treball (CNT) i també a la Federació Anarquista Ibèrica (FAI) el 1936. Va ser membre del comitè regional de la CNT de Catalunya el 1936 i ministra de Sanitat (1936 – 1937). Aturà, com a delegada governamental a Barcelona, els Fets de maig del 1937 i sofrí un atemptat.
Va estudiar Filosofia i Lletres a la Universitat de Barcelona. El 1930 va conèixer l'anarcosindicalista Germinal Esgleas Jaume, que fou el seu company fins que es va morir, el 1981, a Tolosa. La parella va tenir tres fills: Vida (1933), Germinal (1938) i Blanca (1942).

## Biografia

### Joventut
Frederica Montseny va ser filla dels també anarquistes Joan Montseny (Federico Urales) i Teresa Mañé i Miravet (Soledad Gustavo), dos coneguts mestres llibertaris propulsors de l'escola racionalista de Francesc Ferrer i Guàrdia, amic de la família. Els seus pares es van exiliar de Catalunya a Londres arran de la repressió que va precedir la Setmana Tràgica i el Procés de Montjuïc, i es van establir a Madrid després de passar la frontera amb pseudònims.
Montseny va néixer en una casa al carrer Cristóbal Bordiú de l'actual districte de Chamberí, que Montseny recordava com a sinistra, als suburbis de la ciutat, en un entorn gairebé de poble on passaria moltes hores al seu aire. Els seus pares havien invertit tots els estalvis en la compra de la casa, construïda per l'urbanista Arturo Soria, i allà vivien en una economia de subsistència de les seves vaques lleteres, conills, pollastres i ànecs. Joan Montseny va denunciar públicament Soria, acusant-lo de defraudar els seus treballadors amb la promesa de cases que mai no es construïen. A conseqüència d'això la família va ser desallotjada, i va acabar trobant una casa similar a Vallecas, llavors també un suburbi rural.
L'educació de Frederica Montseny va ser impartida per la seva mare, amb un mètode basat en grans dosis de lectura per a satisfer la curiositat natural de l'infant (inclosos Darwin, Spencer i els clàssics de la literatura francesa i espanyola), combinades amb molt de temps a l'aire lliure, exercici i feines domèstiques i a la granja. Així la petita Frederica va créixer cultivant-se amb la lectura de temes que ella anava escollint, guiada per sa mare. Allà on visquessin els Montseny arribaven visites d'amistats i contactes dels entorns llibertaris i altres sectors progressistes. A més, els seus pares s'emportaven la filla a reunions i manifestacions. Els testimonis directes de la generació dels seus pares i altres amistats properes com Teresa Claramunt van forjar el caràcter revolucionari que caracteritzaria Frederica Montseny al llarg de la seva vida.

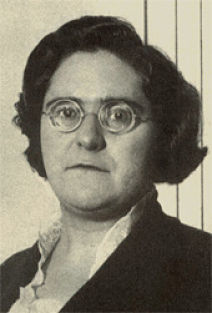
Retrat de Frederica entre 1936 i 1939

L'any 1914 la família Montseny va tornar a Barcelona, on van viure a Horta, Sant Andreu de Palomar, Santa Eulàlia (barri de l'Hospitalet) i el Guinardó. En aquest darrer barri és on van establir-se més temps, primer als anys 1916-17 (a l'actual carrer d'Escornalbou, 48), i del 1924 al 1936 (a Camil Oliveres, 30 entre 1924 i 1926 i, des de llavors, a Escornalbou, 37, en l'anomenada Villa Carmen, ara desapareguda), després d'haver viscut en una granja als afores de Cerdanyola. En aquests anys la família Montseny viu de les traduccions de la mare, els guions teatrals del pare, una activitat editorial intensa i, encara, la cria de conills.
El 1928 son pare va ser empresonat juntament amb un company cenetista més jove, Germinal Esgleas, per participació en reunions il·legals sota la dictadura de Primo de Rivera. Dos anys més tard, el 1930, Frederica i Germinal van començar a viure junts en una unió lliure que mantindrien durant més de cinquanta anys, fins a la mort de Germinal el 1981.

### Escriptora de literatura social
L'activitat editorial en la qual va créixer Montseny va marcar la seva vida com a activista i escriptora. Els seus pares havien fundat la Casa de Ediciones, i en els moments de màxima activitat publicaven La Revista Blanca, una publicació quinzenal destacada dins el pensament llibertari espanyol durant el primer terç del segle xx, La Novela Ideal, La Novela Libre, El Mundo al día (mensual) i El Luchador (setmanal). Amb 16 anys Montseny va escriure la seva primera novel·la, Horas trágicas, un drama basat en els estralls que el pistolerisme estava causant en el proletariat català. L'obra va ser publicada per Fernando Pintado en la col·lecció La Novela Roja i va ser ressenyada per Àngel Samblancat en El Diluvio amb el títol Una mujer libertaria. D'aleshores ençà no va parar d'escriure, col·laborant freqüentment amb La Revista Blanca i en les seves col·leccions de narrativa La Novela Ideal i Voluntad. La Revista Blanca havia estat publicada pels pares de Montseny a Madrid, entre els anys 1898 i 1905. Va ser la mateixa Frederica qui va convéncer els seus pares de reprendre'n la redacció el 1923. Aquesta editorial va esdevenir un gran vehicle d'idees anarquistes; escapà a la censura gràcies en part al seu títol innocu.
Durant la dictadura de Miguel Primo de Rivera va escriure tres novel·les centrades en l'emancipació femenina, La victoria, El hijo de Clara i La indomable. Aquestes obres van crear una gran controvèrsia en la societat conservadora espanyola dels anys 20, perquè tractaven de manera directa el tema de l'alliberament de la dona, el rebuig de la institució del matrimoni i el dret de les dones a prendre la iniciativa a l'hora d'escollir company sentimental i el futur pare dels seus fills. Va escriure més de trenta títols de ficció, la majoria publicats en La Novela Ideal entre 1925 i 1931. Tot i ser obres de ficció, servien com a vehicle de comunicació de les idees anarquistes i d'alliberament femení cap a les dones treballadores, per a persuadir-les de la necessitat de crear "les dones del futur".
Una de les darreres novel·les que Montseny va escriure va ser Heroínas, publicada en la col·lecció La Novela Libre sense data, possiblement a principis del 1936. Inspirada en la Revolució d'Astúries de 1934, rere la trama fictícia Montseny exposa les seves opinions sobre la figura de la dona emancipada, el rol clau de les dones en els processos revolucionaris, l'eficàcia de l'Escola Moderna, les diferències de plantejaments i ambicions entre socialistes i anarquistes, el pas a la lluita armada com a resposta a la repressió, i l'organització de milícies clandestines mantingudes amb el suport del poble, entre altres temes candents en aquells anys. Quan la protagonista és escollida per liderar el nou grup armat, menciona l'exemple de Sandino, i descriu les tàctiques guerrilleres que caracteritzarien el maquis i les guerrilles llatinoamericanes en el futur.
En aquestes primeres obres, Montseny, inspirada per Nietzsche i la seva idea del superhome (Übermensch), va promoure l'individualisme i el voluntarisme més que no pas el col·lectivisme. Tot i així, tampoc no va donar suport a la idea d'una elit liderant les masses.

### Militància anarcosindicalista
El talent literari de Frederica Montseny, i més endavant el seu talent com a oradora, la van empènyer cap al periodisme polític i l'esfera pública. Va començar a publicar en la premsa llibertària l'any 1921, i es va convertir en una col·laboradora prolífica en publicacions com Nueva Senda, Tierra, Redención, Acción Social Obrera i Solidaridad Obrera. Signava els seus articles com a Blanca Montsan, evitant el conegut cognom del seu pare, per ser jutjada pels seus mèrits propis.
El 1923 es va afiliar a la CNT, on amb el temps esdevindria una de les figures representatives de la tendència més radical. L'any 1932, quan el sector trentista de la CNT va proposar la col·laboració amb els organismes republicans deixant de banda la revolució social, Montseny va criticar aquesta tendència argumentant que causava la divisió i l'afebliment de la CNT, manifestats en tensions en el si del sindicat i en l'increment de la repressió policial a destacats membres de la FAI i treballadors en vaga. Els sectors més reformistes l'anomenaven Miss FAI amb un cert to pejoratiu. Montseny no va ingressar en aquesta organització fins al 21 de juliol del 1936, arran del cop d'estat i l'inici de la revolució.
Frederica Montseny va causar sensació des dels primers mítings. Per al públic espanyol veure una dona en aquest rol tradicionalment masculí era tota una novetat. Montseny era conscient d'aquest fet, i utilitzava aquesta curiositat per a atreure més gent i transmetre el seu missatge anarquista a una audiència més àmplia. Similarment a Dolores Ibárruri, Montseny va confessar una reluctància i una inseguretat inicial a adoptar el rol d'oradora pública. Anys més tard, tant ella com La Pasionaria s'adreçarien a les masses amb energia, estil propi i una gran reputació.
Al transcendental congrés de la CNT del maig de 1936 a Saragossa, Frederica Montseny va presentar una ponència sobre el Concepte confederal del comunisme llibertari, que va ser aprovada i incorporada al programa de l'organització. Aquest dictamen defineix el comunisme llibertari com a base de la revolució i estableix un pla d'acció per a la creació d'una nova societat, incloent-hi àrees com producció i comerç; justícia; organització de la comuna; rol de la família i religió; promoció de la pedagogia, l'art, la ciència i la lliure experimentació; i defensa de la revolució. Juntament amb Eusebi Carbó, Joan Garcia i Juan López, Montseny va coordinar la redacció d'aquesta extensa ponència partint de les idees d'Isaac Puente i complementant-les amb dictàmens de diversos sindicats representants al congrés. A partir del cop d'estat la CNT passaria a l'acció seguint les línies d'aquest programa.

### Inici de la revolució i la guerra civil
Montseny va viure l'esclat del conflicte a Barcelona i es va lliurar a la revolució anarquista a Catalunya. Es va integrar al Comitè Revolucionari del barri de Sant Martí, on durant el dia organitzava un cens de professionals tècnics, a la vegada que col·laborava en l'abastiment de pa i menjar. La majoria dels tècnics especialitzats eren de classe mitjana, i molts van fugir o es van amagar amb l'inici de les col·lectivitzacions. L'equip coordinat per Montseny s'encarregava de contactar-los, inspirar-los confiança, protegir-los i destinar-los als llocs on la seva experiència era més necessària. Als vespres participava en assemblees, improvisava discursos i escrivia articles.
El 10 d'agost de 1936 la CNT i la FAI van organitzar un gran míting al Teatre Olympia de Barcelona, el primer realitzat després de l'alçament, que serà emès per ràdio a la zona republicana. Hi participen quatre oradors: Marià R. Vázquez en nom de la Confederació Regional del Treball de Catalunya, Francesc Isgleas i Garcia Oliver per la CNT, i Frederica Montseny per la FAI. En la seva intervenció, Montseny va comentar que l'abandonament d'un gran nombre d'indústries imprescindibles estava obligant els anarquistes a anar més lluny del que s'havien proposat en la presa de responsabilitats econòmiques i polítiques. També es va referir a la necessària col·laboració entre els anarquistes i les forces republicanes:
| «                    | Serem lleials al pacte fet amb els altres sectors antifeixistes, però demanem també lleialtat; si no hi ha comprensió i tolerància de les nostres respectives potències, serem destruïts, i és necessari evitar-ho. | » |
| — Frederica Montseny | |   |

Mitjançant la seva paraula i les seves accions, Frederica Montseny va esdevenir una de les principals impulsores de la col·laboració entre les organitzacions de caràcter socialista. El 27 d'octubre de 1936 La Monumental de Barcelona es va omplir amb un míting per a comunicar l'acord d'acció conjunta signat dos dies abans per la CNT, la UGT, la FAI i el PSUC. Montseny va compartir escenari amb el confederal Marià R. Vàzquez, els comunistes del PSUC Antoni Sesé i Joan Comorera, i el cònsol general soviètic Vladímir Antónov-Ovséienko.

### Entrada al govern de la República
Frederica Montseny va participar de ple en el principal debat ideològic que va tenir la CNT després de l'inici del conflicte: continuar amb la revolució social contra el capital i l'estat o participar en les institucions governamentals per fer front comú contra el feixisme i assegurar la representació dels interessos anarquistes? Quan Largo Caballero va succeir José Giral en la presidència de la República espanyola, va intentar formar un govern amb les principals forces polítiques antifeixistes, incorporant per primera vegada els comunistes i estenent una invitació a la CNT. Montseny, Pedro Herrera i Horacio Martínez Prieto van proposar a Caballero la creació d'un Consell Nacional de Defensa, tal com havia acordat l'assemblea de federacions de la CNT. El president socialista s'hi va negar, però els va oferir carteres ministerials i garanties d'un tracte equitatiu als anarquistes. Després d'un intens debat la CNT va acordar l'entrada de Montseny, Joan Garcia Oliver, Joan Peiró i Juan López com a ministres al govern de la República.
La militància cenetista va acceptar aquest pas amb resignació, com una conseqüència directa de la guerra. Internacionalment, però, el moviment anarquista va criticar profundament l'acceptació de les carteres ministerials. El prominent anarquista francès Sébastien Faure va escriure en Le Libertaire que comprenia particularment Garcia Oliver i Frederica Montseny, gairebé forçats a no rebutjar la "pèrfida" oferta, però que tot i així opinava que l'acceptació havia estat un greu error desencadenador d'altres errors posteriors. Faure va il·lustrar la situació amb la idea d'un "pendent fatal" que irresistiblement arrossegava els anarquistes a convertir-se "en un de tants engranatges essencials de l'estat". Anys més tard, en la postguerra, Montseny donaria la raó a aquest argument, utilitzant ella mateixa la imatge dels "pendents relliscosos".
Montseny es va fer càrrec del nou Ministeri de Sanitat i Assistència Social entre el 4 de novembre de 1936 i el 17 de maig de 1937, i esdevingué la primera dona nomenada ministra a l'estat. Abans d'aquella data, Sanitat havia estat una Direcció General sota el Ministeri de Governació, fet que li restava poder polític al govern. El nomenament es va produir a l'inici de la batalla de Madrid i la fugida del govern a València. Montseny va romandre a Madrid, seguint les consignes confederals de no abandonar la ciutat.
La tasca de Montseny en el govern també es va veure dificultada per les traves posades als anarquistes, la seva condició de dona en una posició llavors típicament masculina i per la curta durada del seu mandat. No obstant això, en pocs mesos planejà llocs d'acollida per a la infància, menjadors per a embarassades, una llista de professions exercides per persones discapacitades i el primer projecte de llei d'avortament a Espanya. Pràcticament cap dels seus projectes va arribar a executar-se. El seu projecte de llei d'avortament va rebre l'oposició d'altres ministres del govern i va deixar-se de banda quan Frederica va sortir del govern a causa dels Fets de maig del 1937. El dret a l'avortament no seria reconegut a Espanya fins cinquanta anys després.
Frederica Montseny va guanyar popularitat i respecte gràcies a les seves intervencions públiques i la seva capacitat oratòria. Va ser l'encarregada de retre homenatge a Durruti el 21 de novembre del 1936, l'endemà de la seva mort, des del micròfon del Ministeri de Guerra a Madrid, amb un discurs que va encapçalar el pamflet commemoratiu que publicaria la CNT.
Sota la seva direcció, el Departamento de Instrucción Pública va organitzar la primera evacuació dels nens rusos. Van ser uns 70 infants vinguts de Madrid, Màlaga, Almeria, Xàtiva, Oliva i Gandía.
El 1938, després de la caiguda del govern de Largo Caballero, presidí el primer comitè d'enllaç CNT-UGT i fou la responsable del Departament de Sanitat de la Comissió de Batallons de Voluntaris. Va defensar el Partit Obrer d'Unificació Marxista (POUM) de les acusacions de traïció fetes per part dels dirigents del PSUC i el PCE. També va intercedir entre les disputes armades entre el PSUC i militants de CNT pel control de l'edifici de Telefònica a Barcelona.

### L'exili a França

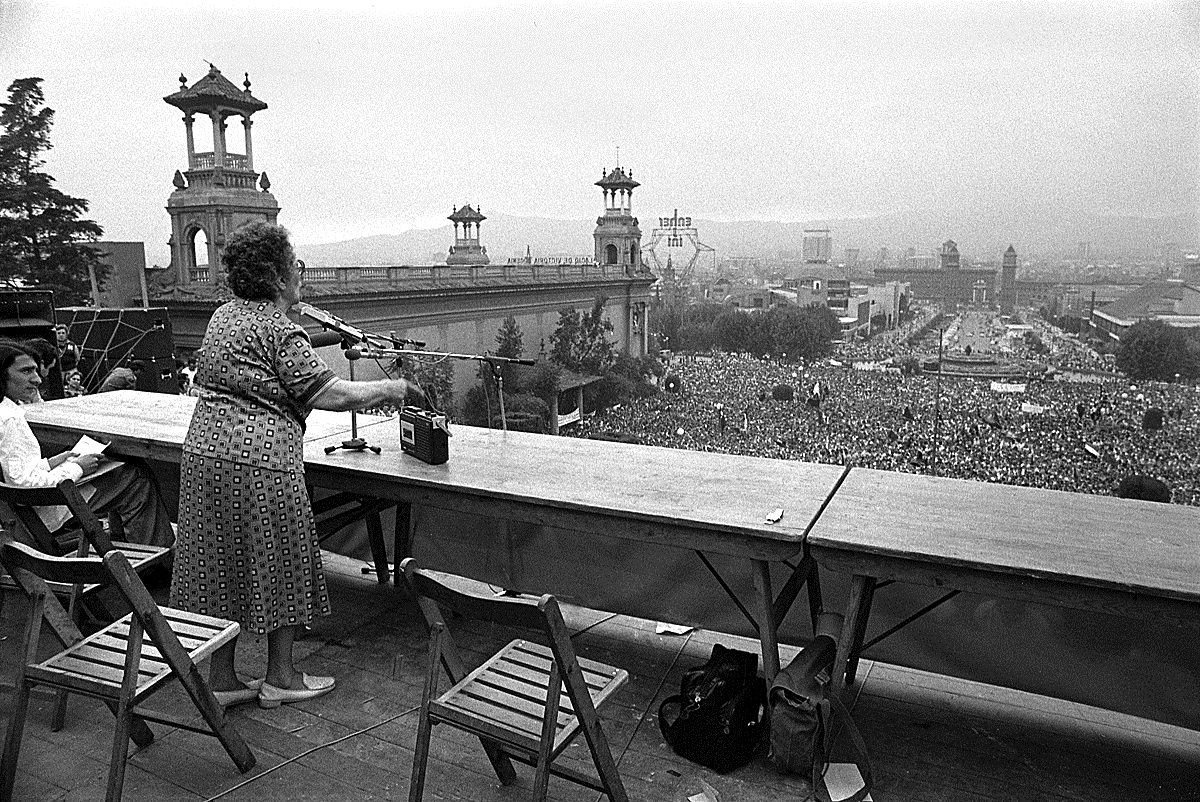
Frederica Montseny al míting de la CNT a Montjuïc el juliol de 1977

Va haver d'exiliar-se a França el febrer de 1939, on dos anys després va ser perseguida per la policia nazi i retinguda a la presó de Llemotges juntament amb Largo Caballero. El govern franquista va reclamar la seva extradició, però la Cort d'Apel·lació de Vichy va denegar la petició, ja que estava embarassada de la seua tercera filla Blanca, i la va salvar d'una mort segura. Pocs dies abans de la petició d'extradició havien sigut afusellats Lluís Companys i Julián Zugazagoitia.
Una vegada finalitzada la Segona Guerra mundial, es va instal·lar amb la seua família a Tolosa de Llenguadoc; allà va continuar amb el seu treball sindical a la CNT, publicant i dirigint periòdics anarquistes com Espoir i realitzant viatges per Suècia, Mèxic, Canadà, Anglaterra i Itàlia.
L'abril de 1977 va retornar a l'Estat espanyol per a la reconstrucció del sindicat anarquista, i va participar en el primer gran míting de la CNT des de 1939, que va convocar cent mil persones al parc de Montjuïc de Barcelona el 2 de juliol del mateix any. Ni l'exili ni els seus problemes de visió van impossibilitar-la en la propaganda i difusió dels ideals llibertaris que defensava. Així, en els seus últims anys va reivindicar a l'Estat la devolució del patrimoni sindical confiscat a la CNT després de finalitzar la Guerra Civil, es va oposar fermament als Pactes de la Moncloa i al sistema polític constitucional espanyol recentment instaurat. El 1987 va publicar la seua autobiografia Mis primeros cuarenta años, la seua novena obra.
Va morir el 15 de gener de 1994 a l'edat de 88 anys a Tolosa. El 17 de gener va ser enterrada al cementiri de Rapas Saint-Cyprien de la ciutat de Tolosa del Llenguadoc, al qual assistiren centenars de persones. Entre elles, hi eren presents militants de la CNT, amics, exiliats de la colònia resident a França, familiars i una representació del govern espanyol encapçalada per la ministra de Sanitat, Ángeles Amador.

## L'alliberament de la dona
Frederica Montseny va ser una de les primeres veus que va establir una correlació directa entre l'alliberament de les dones i les idees llibertàries, juntament amb Teresa Claramunt i Lucía Sánchez Saornil. Montseny mai no es va considerar feminista, tot i que les seves tesis han acabat formant part del cos ideològic del feminisme contemporani. En un dels seus primers escrits afirmava: "Feminisme? Mai. Humanisme? Sempre." Dècades més tard la seva opinió sobre el terme "feminista" es mantenia:
| «                    | No hem estat, no som, i no serem mai feministes. Considerem que l'emancipació de la dona està íntimament lligada a la veritable emancipació de l'home. | » |
| — Frederica Montseny | |   |

A principis del segle XX el terme feminisme s'associava amb les sufragistes, generalment de classe mitjana, que perseguien el reconeixement polític de les dones dins la societat capitalista. A més, Montseny creia que la legalització del sufragi femení només contribuiria a la manipulació dels seus vots, si no venia acompanyada amb l'accés de les dones a l'educació completa i al treball qualificat, i l'alliberament de la supeditació al marit. Tant Montseny com l'anarquisme en general consideraven que la reclamació del dret al sufragi femení era un objectiu erroni, que el que calia era lluitar per la relació igualitària entre sexes dins d'una nova societat sense estat ni capital. Des del seu punt de vista, la lluita per l'alliberament de la dona és inseparable de la lluita anarquista.
Montseny creia en la inviolabilitat de l'individu, home o dona, com a base de les relacions socials. La revolució social era impossible mentre les dones no fossin considerades persones lliures i subjectes de propi dret. Montseny atacava l'establiment espanyol: el govern, l'Església, les lleis, el sistema educatiu i, especialment, el rol social de les dones. L'autoritat institucional havia de ser substituïda per l'associació lliure i la cooperació voluntària, i això valia igualment per a les relacions sexuals entre home i dona, tant com per a qualsevol altra relació social.
Com a militant anarquista, Montseny va posar en pràctica la seva teoria. Va viure en unió lliure amb el seu company, i amb l'esclat de la guerra i la revolució va deixar els seus dos fills en mans de la família durant setmanes per dedicar-se a la causa i a la seva feina. La decisió més important de la seva vida, acceptar el càrrec de ministra, la va prendre lliurement tot i la posició explícitament contrària del seu pare i el seu company. Aquests factors revelen un grau d'iniciativa i independència que molt poques dones exercien en aquells anys.

### Diferències de gènere
El feminisme de Montseny va ser precursor del feminisme de la diferència: incidí en l'essència femenina i en la necessitat de mesurar la llibertat i la igualtat per a les dones en termes femenins. En el seu temps aquest era un concepte innovador, desmarcat de la tendència llavors predominant entre el feminisme oficial a conquerir posicions en institucions fetes a la mida dels homes, sovint apropant-se o adoptant rols masculins. Montseny opinava que l'androgínia, que ella denominava "intercanviabilitat", portava a la uniformitat. Des del seu punt de vista, les dones eren igual als homes en dignitat, intel·ligència i coratge, però fundamentalment, biològicament diferents, amb una propensió innata i natural cap a la cura i la creació de benestar, cap a la justícia i la força moral. Amb els seus escrits i les seves referències, Montseny va promoure els rols de dones independents, rebels i femenines sense estar condicionades o sotmeses als homes que les envolten. Personatges de l'època com Isadora Duncan, Eleonora Duse i Aleksandra Kol·lontai encaixen en aquests rols.
Algunes de les afirmacions de Montseny sobre les característiques naturals de les dones recorden conceptes tradicionals. Un exemple notable n'és la insistència en un nivell mínim de feminitat, definit per "saber fer la vida agradable a les persones que t'envolten", així com en el rol maternal, sobre el qual va dir el 1932: "dona sense fills és arbre sense fruit, roser sense roses." No obstant això, Montseny va insistir sempre que tenir fills ha de ser una decisió conscient i voluntària de les dones. Va ser aquest el motiu que la va dur a impulsar la legalització de l'avortament quan va tenir-ne l'oportunitat des del seu càrrec de ministra, establint un precedent mundial, malgrat l'oposició rebuda per part de diversos membres del govern republicà d'esquerres. Es dona la circumstància que anys després la mateixa Montseny va haver d'avortar a França, sense assistència mèdica i vivint en la clandestinitat.
Malgrat incidir en les diferències de gènere, Montseny no creia en una lluita separatista de les dones per les dones. Aquesta era una altra tendència feminista de l'època, amb presència en l'entorn llibertari, d'on va sorgir el moviment Mujeres Libres, sota l'ombrel·la de la CNT, però sense reconeixement oficial. Frederica Montseny va rebutjar la creació d'institucions separades per a dones, i va apostar per la transformació de les estructures socials existents per incloure-hi la participació de les dones de ple dret.
Frederica Montseny va defugir idealismes sobre les bondats de les dones i dels llibertaris en temes femenins. A més d'opinar que en les circumstàncies de l'època la voluntat política de les dones podia ser fàcilment manipulada, també pensava que les dones governants no serien més justes ni equitatives que els homes en el mateix marc de jerarquia social. També va ressaltar els valors patriarcals que encara estaven arrelats entre molts revolucionaris. Els homes anarquistes, organitzats en la feina i el sindicat, tenien sovint una visió extremament tradicionalista de les dones, a qui consideraven passives i víctimes ignorants de l'Església i les supersticions. Montseny i altres dones anarquistes van destinar grans dosis d'energia a canviar aquesta percepció. Montseny va criticar la manca d'atenció històrica donada a les activistes femenines i va intentar contrarrestar aquest fet amb els seus escrits i discursos, incidint en el rol de les dones en lluites socials i revolucions, i incidint en biografies de personatges com Teresa Claramunt o la seva pròpia mare, Teresa Mañé.

## Federalisme
Montseny advocava per un federalisme conseqüent amb el principi de descentralització anarquista, practicat tant per la CNT com la FAI. En un intent de compatibilitzar l'antiestatisme anarquista amb el socialisme d'estat de la UGT, va arribar a proposar el federalisme com a mecanisme de col·laboració entre les diverses forces antifeixistes, mitjançant el qual cada territori podria organitzar la seva socialització sense haver de seguir una única tendència:
| «                                                                  | Políticament, som nosaltres precisament, els militants de la CNT, els primers que hem parlat d'allò que considerem condició tàcita per a la veritable estructuració democràtica d'Espanya: una república federal, amb autonomia de regions federades entre si, constituent una Federació Republicana Socialista d'Ibèria. | » |
| — Frederica Montseny, Declaracions a La Libertad el gener de 1937. | |   |

## Autobiografia i història
Frederica Montseny va escriure La indomable el 1927, una novel·la denominada per la mateixa autora com "més o menys autobiogràfica". La protagonista porta el nom de Vida, com la filla de l'autora, i més que un autoretrat fidedigne és un personatge de ficció que recull les aspiracions que en aquell moment tenia la jove Frederica.
Després de la Segona Guerra mundial i la desfeta pràcticament total del moviment anarquista a Europa, Frederica Montseny va començar a escriure en primera persona els episodis històrics viscuts. La seva primera obra en aquesta nova etapa va ser Cien días en la vida de una mujer (1939-40), publicat el 1949, cobrint la primera fase de supervivència exiliada a França, escapant de les tropes franquistes, els camps de concentració i la policia col·laboracionista, fins a passar a la zona lliure. El 1969 publica El éxodo. Pasión y muerte de los españoles en el exilio, en què afegeix els testimonis de molts companys de militància i exili, que descriuen el trauma de la desfeta del 1939. L'any 1978 treu un altre llibre que cobreix aquest període: Seis años de mi vida (1939-1945). Finalment, el 1984, amb la vista molt desgastada però la memòria encara ferma, va publicar la seva autobiografia Mis primeros cuarenta años, un relat que va des de les seves primeres memòries fins al 1945.
Aquests texts autobiogràfics, i especialment Mis primeros cuarenta años, ofereixen una història a tres nivells: una història individual nodrida amb detalls de la seva vida, la història col·lectiva dels anarquistes i republicans forçats a l'exili, i també una història política del desenvolupament de l'anarquisme ibèric. En els anys en què són publicades, les obres de Montseny representen una perspectiva sobre l'anarquisme i els anarquistes gairebé única, censurada tant a l'Espanya franquista com als països soviètics, i bàsicament ignorada per socialistes i liberals en els països democràtics de la Guerra Freda.
Durant la seva vida, Frederica Montseny va criticar els historiadors de la revolució i la guerra civil, acusant-los de silenciar la contribució de la CNT, fomentant la identificació tradicional de l'anarquisme amb elements perillosos i incontrolats. En els seus escrits, Montseny incideix en la tasca social de la CNT i en els intents de fer el millor paper possible juntament amb les altres forces d'esquerra. Durant la guerra i després, va reconèixer que membres de la CNT-FAI havien comés atrocitats; afirmà que allò va ser veritat també per a la resta de grups bel·ligerants. També va assegurar que molts actes violents atribuïts a la CNT no van ser comesos per anarquistes sinó per gent que utilitzava aquestes sigles per a descreditar l'organització.

### Crítica als comunistes
A més de les òbvies crítiques a la història oficial escrita pel bàndol franquista, Montseny va objectar contra l'aclamació alternativa al rol dels comunistes estalinistes suportats per la Unió Soviètica durant la Guerra civil. Frederica Montseny qualificava sovint els estalinistes com "l'enemic", dient que estaven més ocupats en la conquesta del poder de la República que en la guerra contra el franquisme o la revolució, perquè aquesta era la prioritat de Stalin a l'hora d'enviar ajudes. També afirmava que en el terreny mediàtic els comunistes eren superiors als anarquistes perquè els darrers estaven enfeinats a defensar la revolució. Aquestes desqualificacions van ser enèrgicament contestades pels comunistes, incloses altres dones amb papers actius en l'època com Constancia de la Mora i Dolores Ibárruri. Montseny va mostrar un especial ressentiment vers el reconeixement obtingut per la darrera. Dolores Ibárruri tampoc no guardava gens de simpatia per Montseny, a qui va qualificar d'"una senyora que aspirava a ser ministra", fent referència a una distinció de classe burgesa i a una ànsia de poder "inconcebible" per a una anarquista. Biògrafs de Frederica Montseny com Sarah Leggott i Carme Alcalde suggereixen que la dirigent de la CNT hauria mantingut una certa rancúnia per no haver obtingut el mateix reconeixement històric, tot i el seu rol únic durant la guerra.

## Publicacions
- Horas trágicas (1921)
- La Victoria. Novela en la que se narran los problemas de orden moral que se le presentan a una mujer de ideas modernas (Barcelona: 1925)
- El hijo de Clara. Segunda parte de "La Victòria" (Barcelona: Impresos Costa, 1927)
- La indomable (1927)
- La mujer, problema del hombre (1932)
- Heroínas (1936)
- El anarquismo militante y la realidad española, conferència al Coliseum, Barcelona (Barcelona: Oficina de propaganda, 1937, extracte també publicat en el Boletín de Información C.N.T. i F.A.I. del 4 de març 1937, fulls 4-6.), també publicat en anglès:
  - Militant anarchism and the reality in Spain (Glasgow: Anti-Parliamentary Communist Federation, 1937)
- Anselmo Lorenzo (1938)
- International Antifascist Solidarity: An Appeal to the Women in America, un fullet de propaganda (Nova York: I.A.S., 1938)
- Cien días de la vida d'una mujer (1949), també publicat en català: 
  - Cent dies de la vida d'una dona (1939-1940) (Barcelona: Galba Edicions, 1977).
- El problema de los sexos (1951)
- El éxodo. Pasión y muerte de los españoles en el exilio (Tolosa de Llenguadoc: Edicions Espoir, 1969)
- Crónicas de la CNT (1974)
- El anarquismo (1974)
- El éxodo anarquista (1977)
- Mis primeros cuarenta años (Esplugues de Llobregat: Plaza & Janés, 1987)

### Reculls dels seus escrits
- Escrits polítics de Frederica Montseny, a cura de Pere Gabriel (Barcelona: Centre d'estudis d'història contemporània La Gaia Ciència, 1979, 365 pàgines)
- Alcade, Carmen. Federica Montseny, Palabra en Rojo y Negro.  Barcelona: Argos Vergara, novembre 1983 (Primera Plana). ISBN 84-7178-674-5.

## Reconeixement

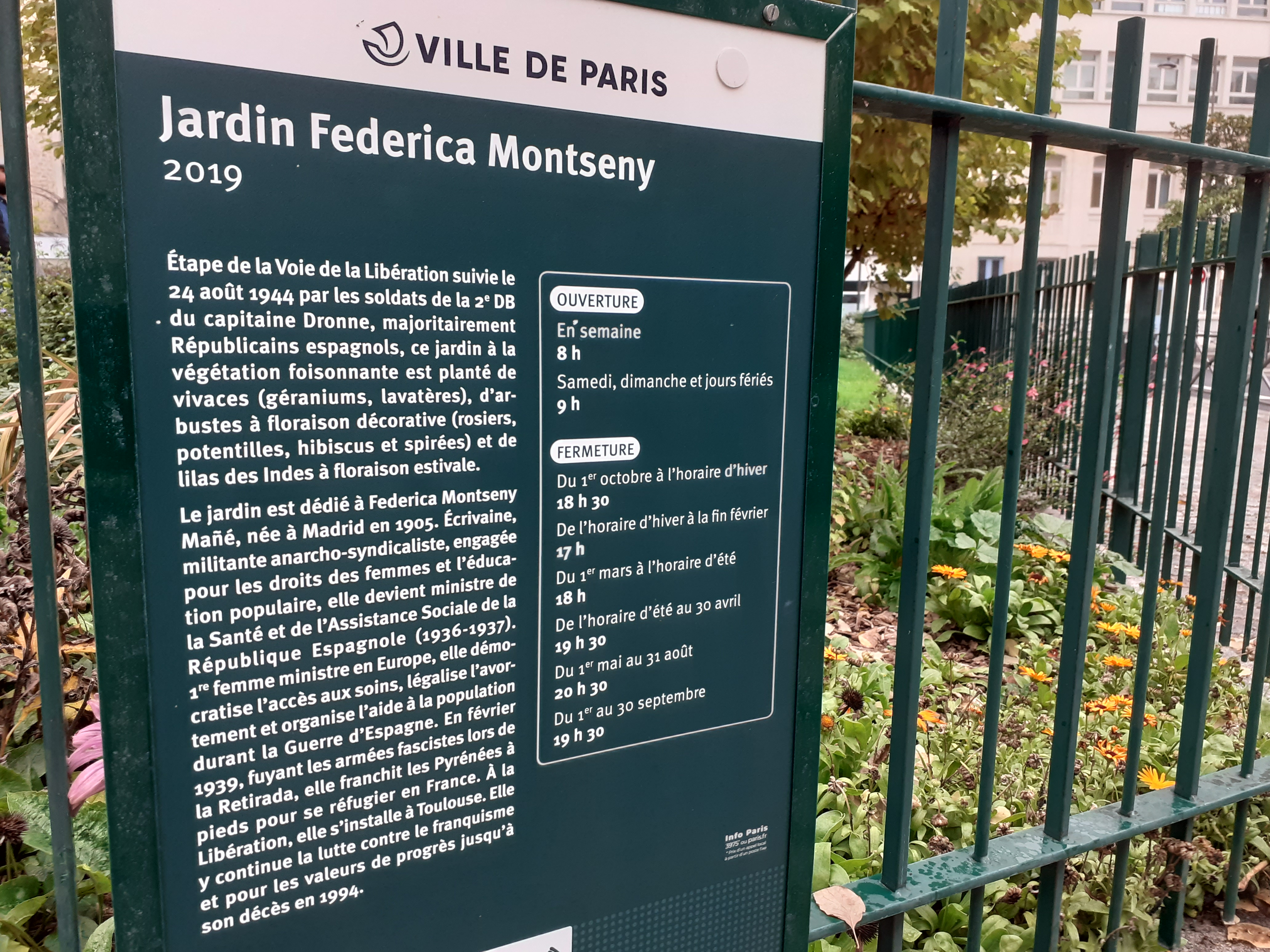
Parc dedicat a Frederica Montseny a París, França.

Hi ha diversos carrers i places amb el seu nom en diferents punts dels territoris catalanoparlants –com ara a Bonrepòs i Mirambell, Salou, Puçol, Palafrugell, Sabadell– o Torredembarra i de l'estat espanyol –com ara a Leganés o La Corunya–. També diversos centres educatius duen el seu nom, com un col·legi a Burjassot, un institut a Badia del Vallès i una biblioteca a Canovelles.
Uns anys abans de morir, un grup de professors de la Universitat de Granada va intentar que fos nomenada doctora honoris causa, però Frederica Montseny s'hi va negar i va demanar als impulsors que no continuessin amb la iniciativa.
L'any 2010 la CNT va il·lustrar la portada del suplement sobre el centenari de l'organització i el desè congrés amb una fotografia de Frederica Montseny a plana sencera.
A França, l'any 2019, amb motiu de les cerimònies oficials franceses del 80è aniversari de l'Exili republicà i del 75è aniversari de l'Alliberament de París, la ciutat de París inaugura un parc públic dedicat a la seva memòria, situat a la plaça de Louis Armstrong, a la cantonada del carrer de Jeanne d'Arc, del carrer de l'Esquirol i del boulevard de l'Hôpital del 13è districte.